# Gastronomia de Dinamarca
La gastronomia danesa o cuina danesa és el conjunt de costums gastronòmics i la cultura del menjar tradicional a Dinamarca. És a dir, els plats tradicionals danesos que encara es mengen avui dia malgrat la internacionalització i el desenvolupament tècnic i social.
Cal fer una diferenciació entre la cuina històrica i la contemporània, atès que els hàbits alimentaris han evolucionat al llarg del temps, per exemple a causa dels canvis als aparells de cuina o per la incorporació de la dona al mercat del treball.

## Ingredients bàsics
- Carn: Vedella
- Peix: Salmó, bacallà
- Verdura: Patata
- Fruita: Poma, pruna
- Greix per a cuinar: Mantega
- Altres: Pa, formatge

## Plats

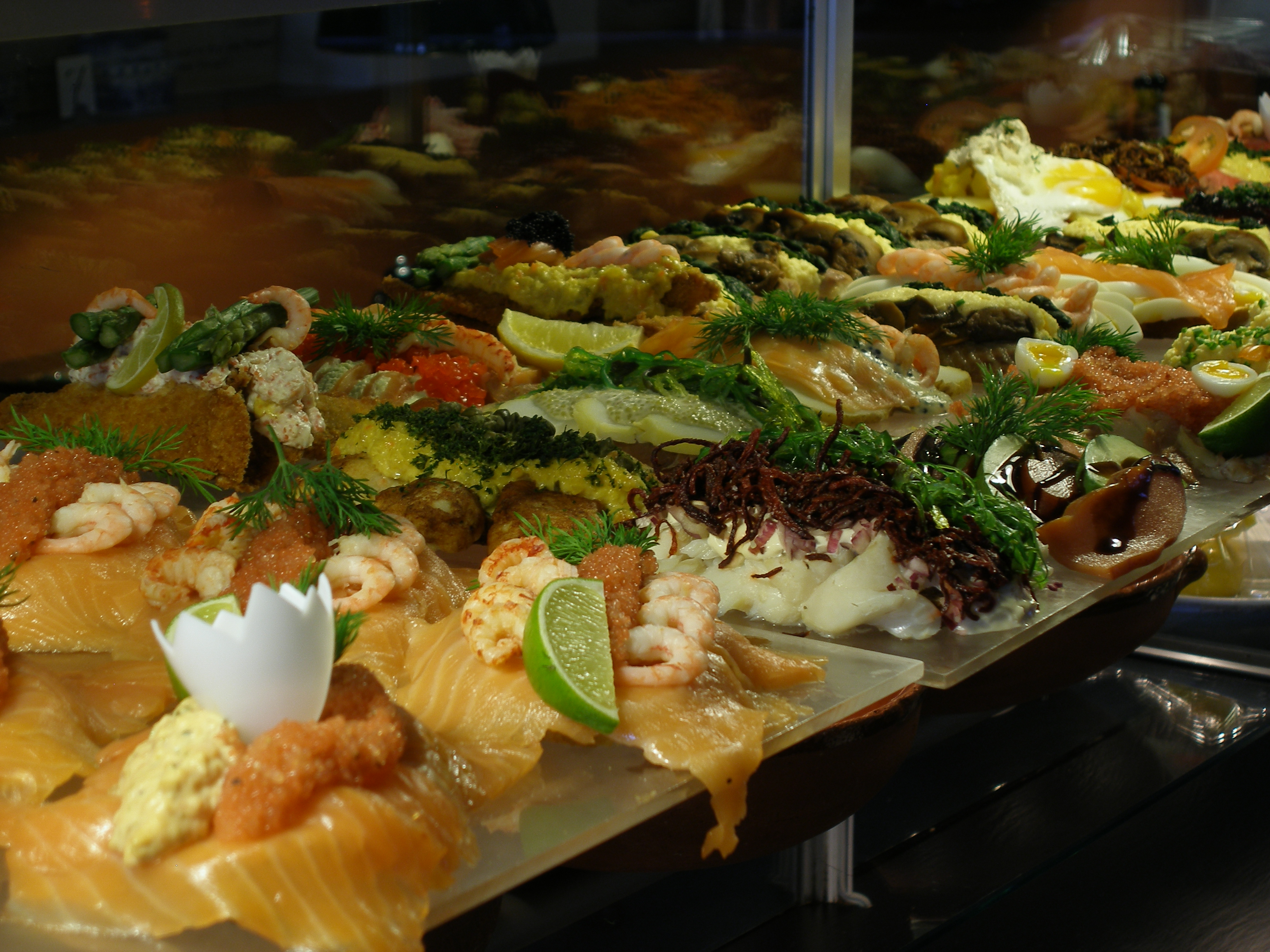
Assortit d'entrepans oberts o smørrebrød a un restaurant de Copenhaguen. Aquests entrepans es van popularitzar a principis del.

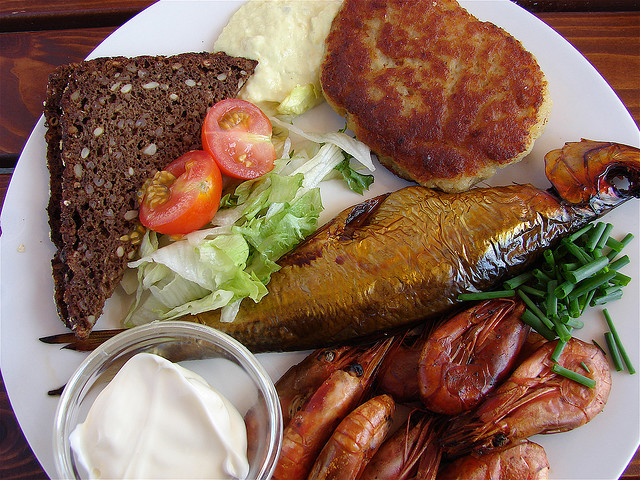
Un dinar danès amb arengada

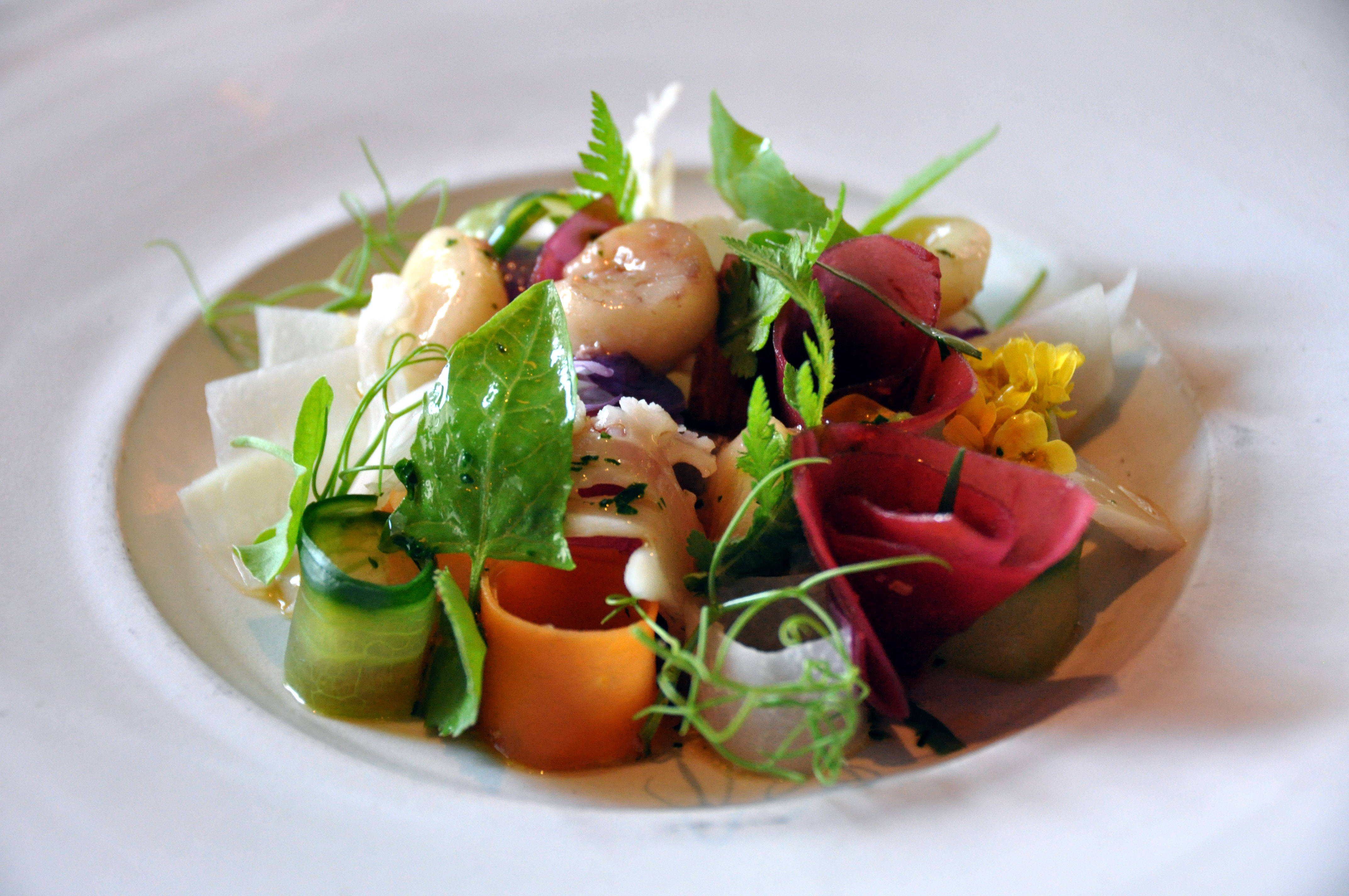
Una amanida del restaurant Noma

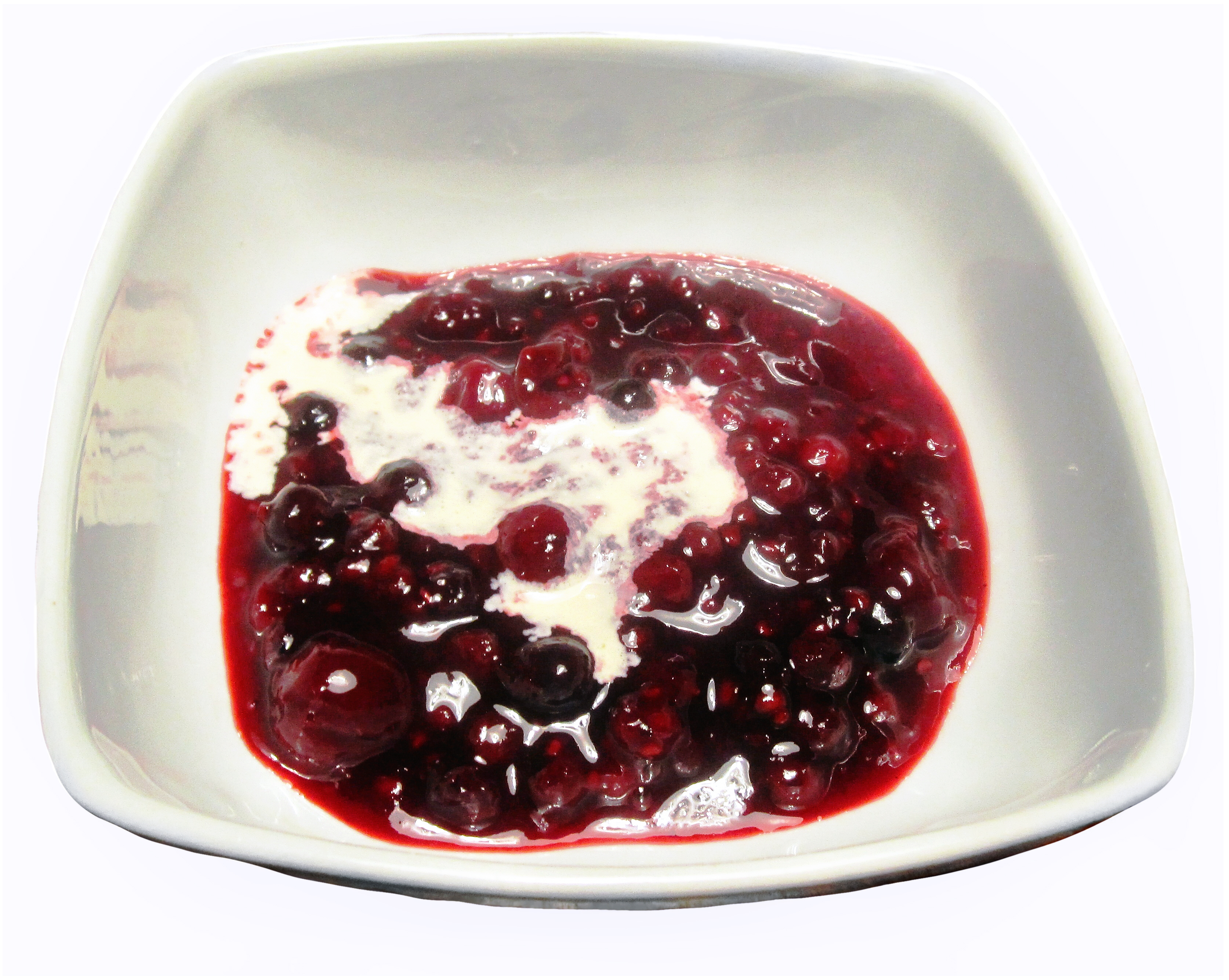
Rødgrød de fruites roges amb nata

La cuina danesa ha estat històricament molt oberta a les influències foranes, i hi ha qui pensa, com Else-Marie Boyhus, que avui és difícil parlar d'una cuina danesa diferenciada, coherent i autèntica. Segons Boyhus va existir a l'època de 1880 a 1910, durant i després de la formació de l'Estat-nació i la industrialització de Dinamarca. Molts plats d'aquella època encara són coneguts avui en dia tot i que sovint en versions més simplificades, entre d'altres es poden citar els següents:
- Els entrepans oberts o smørrebrød (en català, pa amb mantega): coneguts internacionalment, consisteixen en pa de sègol (rugbrød) untat amb mantega i acompanyat per embotit, una peça de carn o peix, de formatge o de paté.
- Formatge fumat (rygeost): és considerat l'únic formatge inventat completament a Dinamarca.[2]
- Det store kolde bord[3] (literalment, la gran taula freda): es tracta d'un gran bufet amb una gran varietat de plats freds i calents: pa, embotits, formatges, carns, peixos, llegums, verdures, etc.
- Bacallà bullit amb mostassa, salsa de mantega (smørsovs), ou picat, rave picant i patates cuites.
- Spegesild med løgsovs: Arengs marinats amb llet servits amb salsa de ceba.
- Rostit d'ànec, oca o porc amb pomes, prunes, brunede kartofler (patates brunes), col llombarda i gravi (brun sovs).
- Hakkebøf: carn picada, semblant a una hamburguesa, que s'acostuma a acompanyar de ceba fregida, patates i salsa gravi.
- Frikadeller: són una mena de grans mandonguilles de carn.
- Medisterpølse: és una botifarra de carn de porc.

A la cuina preindustrial, al llarg de tota l'edat mitjana i fins a mitjans del segle xix el pa de sègol i la cervesa van ser uns elements fonamentals de l'alimentació danesa. Tot i que aquests dos productes han canviat força des de llavors, encara continuen essent part important de la gastronomia danesa.

## Salses
Mostassa, salsa de mantega (smørsovs), salsa de ceba, gravi.

## Dolços
- Wienerbrød (en català, literalment, pa de Viena): és un pastís d'origen vienès que ha esdevingut una especialitat danesa coneguda internacionalment.
- Bagt æblekage: Pastís de poma amb mantega, farina de galeta i confitura.
- Rødgrød: és una preparació ensucrada de fruita del bosc (normalment vermella, d'aquí el nom amb Rød, que vol dir roig), d'una consistència entre un púding i una confitura.

## Begudes
A més de la cervesa, el kærnemælkskoldskål o koldskål és una especialitat danesa molt popular, es tracta d'una beguda freda a base de llet de mantega.

## Hàbits alimentaris
Habitualment els danesos fan tres àpats principals, l'esmorzar (morgenmad), el dinar (frokost) i el sopar (aftensmad o també middagsmad perquè aquest àpat s'havia menjat al migdia), i dos de més lleugers. El sopar és l'àpat més abundant i important del dia.
L'esmorzar s'acostuma a menjar a casa i típicament consisteix en pa amb mantega o margarina, melmelada, formatge o d'altres productes lactis, musli i cereals.
El dinar s'acostuma a menjar durant la pausa del migdia al treball. Pot ser portat en una carmanyola i consisteix en pa de sègol (rugbrød) amb mantega i diferents embotits, formatge o d'altres menjars freds. Les alternatives són les ofertes dels serveis d'àpats o de menjar ràpid com hamburgueses, kebab o salsitxes de Frankfurt. Per Nadal i Pasqua es fan dinars especials (julefrokost i påskefrokost).
El sopar és l'àpat més gran i important del dia i s'acostuma a prendre entre les 18 i les 19 hores. Socialment és important i les famílies s'esforcen per cuinar a casa i fer aquest àpat en família. El sopar acostuma a ser calent i basat en la cuina tradicional, però sovint incorpora plats d'inspiració forana com la pasta, la pizza, l'arròs o els fideus xinesos.